# Publi Pomponi Flac
Publi Pomponi Flac (en llatí Publius Pomponius Flaccus) va ser un governador romà que va viure al segle i. Formava part de la gens Pompònia, una gens romana d'origen plebeu.
Tiberi el va nomenar governador de Mèsia per dirigir les operacions contra el rei dels odrisis Rascuporis III que havia matat a Cotis III (VIII), el seu germà i col·lega en el tron.
Vel·leu Patèrcul en parla amb elogi (vir natus ad omnia quae recte facienda sunt, simplicique virtute merens semper, non captans gloriam). Era molt amic de Tiberi i una vegada va passar dos dies i una nit junt amb l'emperador bevent sense parar.
Va morir l'any 35 quan era propretor de Síria on va governar alguns anys, probablement del 32 al 35.
Alguns proposen identificar-lo amb el poeta Luci Pomponi Flac (Lucius Pomponius Flaccus) que va ser cònsol, ja que a Publi Pomponi, Vel·leu Patercul l'anomena persona de rang consular, però aquesta afirmació és impossible per cronologia.